# Saint-Sulpice, Haute-Saône
Saint-Sulpice är en kommun i departementet Haute-Saône i regionen Bourgogne-Franche-Comté i östra Frankrike. Kommunen ligger i kantonen Villersexel som tillhör arrondissementet Lure. År 2022 hade Saint-Sulpice 119 invånare.

## Befolkningsutveckling
Antalet invånare i kommunen Saint-Sulpice
| Referens: INSEE |